# Marc Valeri Màxim Potit
Marc Valeri Màxim Potit (en llatí Marcus Valerius Maximus Potitus) va ser un magistrat romà. Formava part de la gens Valèria, i era de la família dels Valeri Potit.
Va ser elegit cònsol juntament amb Gai Eli Pet l'any 286 aC segons els Fasti. Mentre van exercir el consolat, l'any va estar marcat principalment per l'agitació política i social que va suposar la discussió pública de les anomenades lleis Hortènsies.